# Шандор Геллер
Шандор Геллер (угор. Gellér Sándor, 12 липня 1925, Весеуш — 13 березня 1996, Будапешт) — угорський футболіст, що грав на позиції воротаря, зокрема, за клуб МТК, а також національну збірну Угорщини. Єврей за походженням.
Олімпійський чемпіон Гельсінкі. Триразовий чемпіон Угорщини. Володар Кубка Мітропи. 

## Клубна кар'єра
У футболі дебютував 1945 року виступами за команду «Пушпокладоньї», в якій провів два сезони. 
1947 року перейшов до клубу МТК, за який відіграв 15 сезонів.  За цей час тричі виборював титул чемпіона Угорщини, ставав володарем Кубка Мітропи. Завершив професійну кар'єру футболіста виступами за команду МТК у 1962 році.

## Виступи за збірну
1950 року дебютував в офіційних матчах у складі національної збірної Угорщини. Протягом кар'єри у національній команді провів у її формі 8 матчів, пропустивши 11 голів.
У складі збірної був учасником  футбольного турніру на Олімпійських іграх 1952 року у Гельсінкі, здобувши того року титул олімпійського чемпіона.
Був присутній в заявці збірної на чемпіонаті світу 1954 року у Швейцарії, але на поле не виходив. Здобув звання віце-чемпіона світу. 
Помер 13 березня 1996 року на 71-му році життя у місті Будапешт.

## Статистика виступів

### Статистика виступів за збірну
| Дата       | Місто     | Господарі | Результат | Гості          | Турнір                             | Голи | Примітки |
| ---------- | --------- | --------- | --------- | -------------- | ---------------------------------- | ---- | -------- |
| 24-09-1950 | Будапешт  | Угорщина  | 12 – 0    | Албанія        | товариський матч                   | -    |          |
| 18-11-1951 | Будапешт  | Угорщина  | 8 – 0     | Фінляндія      | товариський матч                   | -    |          |
| 22-06-1952 | Гельсінкі | Фінляндія | 1 – 6     | Угорщина       | товариський матч                   | −1   | 46'      |
| 25-11-1953 | Лондон    | Англія    | 3 – 6     | Угорщина       | товариський матч                   | -    | 78'      |
| 23-05-1954 | Будапешт  | Угорщина  | 7 – 1     | Англія         | товариський матч                   | -    | 77'      |
| 29-04-1956 | Будапешт  | Угорщина  | 2 – 2     | Югославія      | Кубок Центральної Європи 1955—1960 | −2   |          |
| 20-05-1956 | Будапешт  | Угорщина  | 2 – 4     | Чехословаччина | Кубок Центральної Європи 1955—1960 | −4   |          |
| 03-06-1956 | Брюссель  | Бельгія   | 5 – 4     | Угорщина       | товариський матч                   | −4   | 39'      |
| Усього     |           | Матчів    | 8         |                | Голів                              | −11  |          |

## Титули і досягнення
- Олімпійський чемпіон (1): 1952
- Віце-чемпіон світу: 1954
- Чемпіон Угорщини (3):

МТК: 1951, 1953, 1957—1958
- Володар Кубка Мітропи (1):

МТК: 1955
- Володар Кубка Центральної Європи (1):

Угорщина: 1953